# Ficedula bonthaina
Papa-moscas-do-lompobattang ou papa-moscas-do-lompobatang (Ficedula bonthaina) é uma espécie de ave da família Muscicapidae.
É endémica da Indonésia.
Os seus habitats naturais são: regiões subtropicais ou tropicais húmidas de alta altitude.
Está ameaçada por perda de habitat.